# Vincent Abbadie
Pour les articles homonymes, voir Abbadie.
 (février 2019).
Si vous disposez d'ouvrages ou d'articles de référence ou si vous connaissez des sites web de qualité traitant du thème abordé ici, merci de compléter l'article en donnant les références utiles à sa vérifiabilité et en les liant à la section « Notes et références ».
Vincent Abbadie, né le 26 mai 1737 à Pujo et mort le 18 mars 1814 à Châteauneuf, est un chirurgien de marine français.

## Biographie
Après l’étude de la philosophie, Abbadie suivit son goût pour la chirurgie, qui devint sa profession. L’étude de l’anatomie fut le premier objet de son attention dans les hôpitaux de Bayonne, qu’il fréquenta pendant plusieurs années. Les troupes, qui formaient la garnison de cette ville, lui fournirent l’occasion de connaître les maladies chirurgicales et les moyens d’y remédier sous les yeux des chefs. II subit plusieurs examens, après lesquels il obtint des lettres qui constatèrent sa capacité, et lui permirent de s’embarquer.
Après son voyage, il vint à Paris dans la vue de se perfectionner. II y suivit les cours des professeurs des écoles de chirurgie. Admis au nombre des élèves de l’Hôpital général, il se mit en état de concourir pour y gagner sa maîtrise : de huit concurrents qui furent examinés publiquement en 1763, il n’y en eut que trois qui furent jugés également capables de remplir les places vacantes : il était de ce nombre. L’égalité de mérite, prononcée par les examinateurs, fit pencher la balance pour le plus ancien, mais l’administration voulut, par une délibération, que Vincent Abbadie fit les fonctions du gagnant en son absence, et lui confia le traitement des malades de l’hôpital de Bicêtre, où il continua de cultiver la chirurgie pendant plusieurs années.
En sortant de Bicêtre,  Abbadie fut choisi pour être chirurgien du duc de Penthièvre. Enfin, en 1768, il reçut de la bienfaisance de celui-ci, un brevet de chirurgien général de la marine. En 1767, II lut à l’Académie royale de chirurgie, un mémoire contenant une observation sur le tétanos survenu, le huitième jour, à une luxation complète des os de la jambe à leur articulation avec le pied, compliquée avec la rupture des ligaments capsulaires à laquelle il proposait un traitement particulier différent de celui qui était le plus usité.
Abbadie a traduit de l’anglais en français les Essais de Macbride, Paris, Cavelier, 1766, in-12.

## Publications
- Sur la fermentation des mélanges alimentaires ;
- Sur la nature et les propriétés de l’air fixe ;
- Sur les vertus respectives de différents antiseptiques ;
- Sur le scorbut ;
- Sur la vertu dissolvante de la chaux vive.